# Wielki głód w Irlandii (1845–1849)

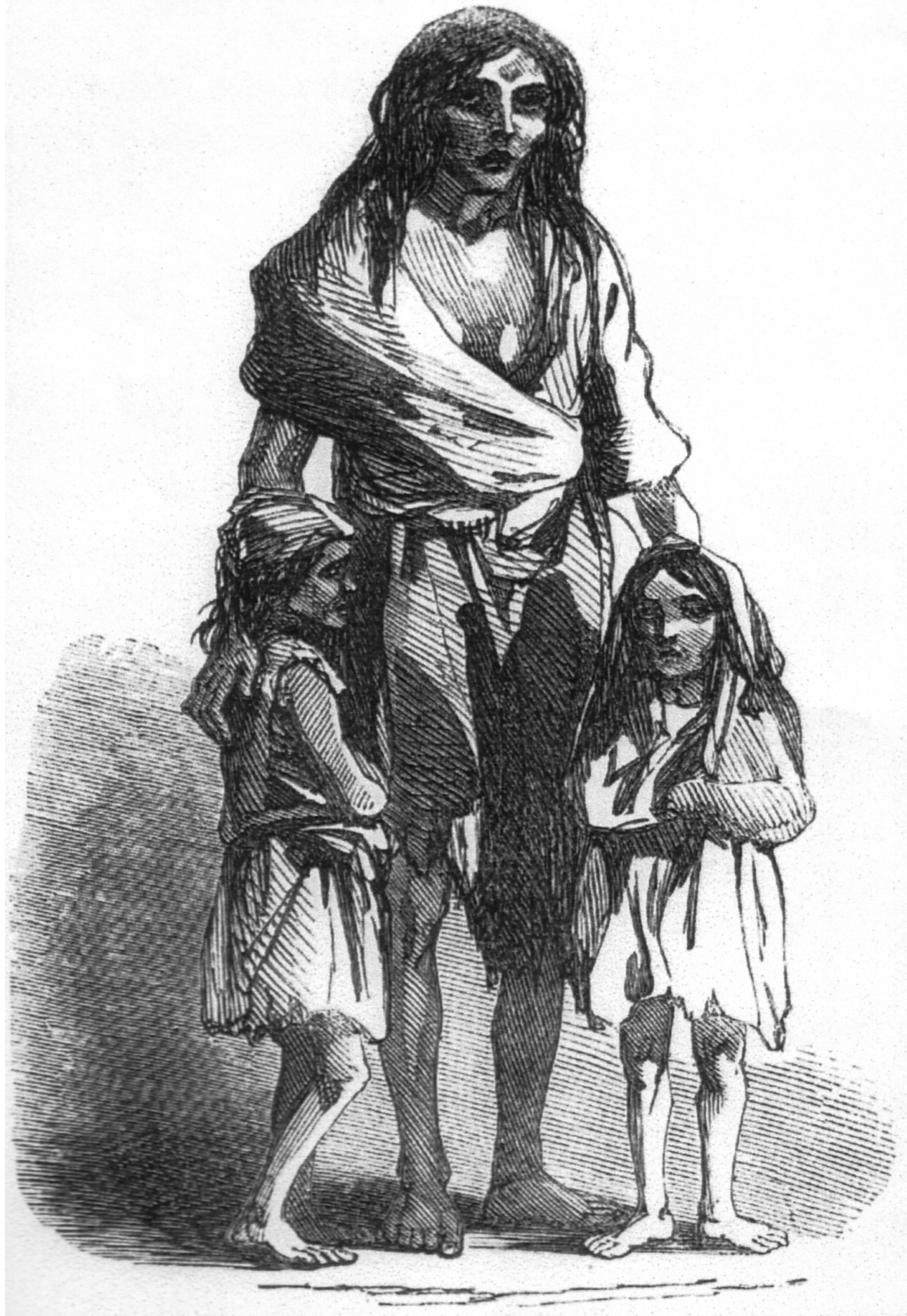
Bridget O'Donnell i jej dwoje dzieci w czasie klęski głodu

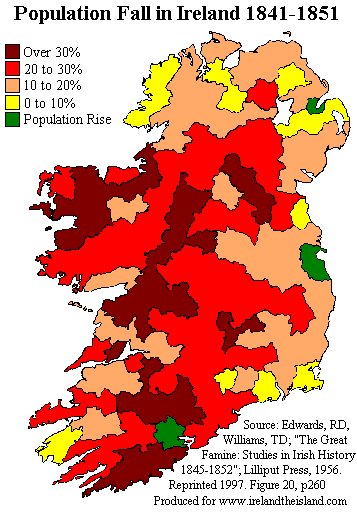
Mapa strat ludności Irlandii w latach 1841−1851

Wielki głód (ang. Great Hunger, Great Famine, irl. An Gorta Mór, An Drochshaol) – klęska głodu, która dotknęła Irlandię w latach 1845−1849. Została spowodowana przez pierwotniaka grzybopodobnego – Phytophthora infestans, który gwałtownie rozprzestrzeniał się w Europie w połowie XIX wieku i spowodował masowe straty w uprawach ziemniaków. Populacja Irlandii zmniejszyła się wówczas o 20%, doszło również do wielkiej fali emigracji – Irlandię opuściły 2 miliony ludzi.

## Historia
W 1845 roku przywleczona do Irlandii ze Stanów Zjednoczonych choroba ziemniaków (zaraza ziemniaka) zniszczyła zbiory. Interwencja rządu brytyjskiego (Irlandia była wówczas w unii z Wielką Brytanią) nie uchroniła kraju przed głodem. W roku następnym (1846) zaraza nie ustąpiła, ale nowy rząd brytyjski nie zareagował. To wówczas powstało irlandzkie powiedzenie: Bóg zesłał na nas zarazę ziemniaczaną, ale to Anglicy dali nam głód. Zniszczenie zbiorów ziemniaków samo w sobie nie oznaczało jeszcze braku żywności w kraju ze względu na urodzaj zbóż. Jednak irlandzcy chłopi musieli je sprzedawać, aby opłacać czynsze za dzierżawę ziemi, bardzo wysokie i bezwzględnie egzekwowane. W efekcie wielu mieszkańców wyspy nie miało żywności, gdyż ziemniaki były wówczas ich podstawowym pokarmem. Głód i choroby prowadziły do śmierci wielu osób. W roku 1848 klęska głodu trwała dalej, a liczba ofiar sięgnęła miliona. Irlandzka organizacja rewolucyjna Młoda Irlandia próbowała wzniecić powstanie, ale nim wybuchło, aresztowani zostali przywódcy tej organizacji. W zaistniałej sytuacji Irlandczycy zaczęli masowo emigrować z kraju, głównie do Ameryki. W latach 1845–1850 wyjechało z wyspy około miliona jej mieszkańców. W roku 1849 zaraza ostatecznie ustąpiła, ale jeszcze przez dwa lata panowała wysoka śmiertelność z powodu trwających chorób.
Ostateczna liczba ofiar sięgnęła liczby półtora miliona osób. W ciągu 10 lat nastąpił znaczny spadek liczby ludności wyspy. Podczas gdy w roku 1841 Irlandię zamieszkiwało około 8,2 miliona ludzi, a w 1845 prawie 9 milionów, to w 1851 już tylko 6,5 miliona. Sytuację dodatkowo pogorszyła przeprowadzona po wielkim głodzie reforma agrarna, w ramach której konfiskowano zadłużone grunty (najczęściej zadłużeni byli ci właściciele ziemscy, którzy zrezygnowali z pobierania czynszu od głodujących dzierżawców).